# Пеппер, Клод Денсон
Клод Денсон Пеппер (англ. Claude Denson Pepper; 8 сентября 1900, округ Таллапуса, Алабама — 30 мая 1989, Вашингтон) — американский юрист и политик; выпускник Гарвардской юридической школы; член либерального крыла Демократической партии; сенатор от Флориды с 1936 по 1951 год; конгрессмен от Майами с 1963 по 1989 год, председатель комитета по проблемам пожилых людей и глава комитета по внутренним правилам (1983—1989); поддержал Закон о справедливых условиях труда в 1938 году; после Второй мировой войны стал активным антикоммунистом и резко критиковал кубинского лидера Фиделя Кастро. В 2000 году Почтовая служба США выпустила почтовую марку «Пеппер».

## Работы
- Eyewitness to a Century (автобиография, 1987)